# Darth Vader: El Señor Oscuro
Darth Vader: El Señor Oscuro es la secuela del Episodio III: La venganza de los Sith, basada en el universo de la Guerra de las Galaxias, más concretamente en el final del conflicto ficticio denominado Guerras Clon y en el comienzo del Imperio Galáctico y la Purga Jedi. Fue escrita por James Luceno y publicada en España en mayo de 2006 por la editorial Alberto Santos Editor.

## Argumento
La historia comienza en las últimas horas de las Guerras Clon, justo antes de la Orden 66. El Maestro Jedi Roan Shryne y la Maestra Bol Chatak con su padawana Olee Starstone están en el planeta Murkhana, atacando a las tropas separatistas cuando a los clones se les da la orden de matar a los Jedi. Sin embargo estos no obedecen la orden de forma absoluta y les dan ventaja a los Jedi para que escapen.
El Emperador Palpatine mientras se encuentra en Coruscant. Por un lado recibiendo cada vez a menos políticos y buscando estratagemas para encerrar y perseguir a los menos leales. Palpatine está confuso con la obsesión de Darth Vader de asesinar Jedi y le envía a Murkhana a investigar el incumplimiento de la Orden 66.
La novela muestra la amargura de Vader y su indiferencia a todo. En un principio se entregó a las órdenes de Palpatine únicamente para ser un Sith y obtener suficiente poder del lado oscuro para salvar a su esposa. Ahora sin embargo tanto él como Palpatine desconfían el uno del otro y Vader sueña con el día en que pueda acceder al trono Sith, aún a sabiendas de que Palpatine nunca lo consentirá. Ambos se centran en aumentar su poder y encontrar el secreto de la inmortalidad (que culminará con la creación de clones a los que traspasar el espíritu: Imperio Oscuro).
La novela muestra como Vader aún se siente torpe y mermado en la Fuerza y como la gente cree que murió en el ataque al Templo Jedi. Vader reniega de su anterior vida y comienza dándose a conocer como líder imperial. Como consecuencia de su nuevo cuerpo Vader debe también crear un nuevo estilo de lucha en el que sólo utiliza un brazo para el control de su nueva espada de luz.
Así es como Vader llega al mundo de Murkhana y mata a la Maestra Chatak mientras los otros dos Jedi escapan; llegando a un transporte contrabandista donde se encuentra la madre del Maestro Shryne con la intención de encontrar Jedi supervivientes. Tras llegar a Alderaan y que aparezcan C-3PO, R2-D2 y Bail Organa tratando de ocultarlos a ellos y a la hija de Vader y a un senador fugitivo queda claro que el Imperio vigilará de cerca Alderaan.
Shryne consigue escapar entonces de Vader y todos viajan a Kashyyyk, donde los wookiees liderados por Tarful y Chewbacca les dan refugio mientras les reúnen con un grupo de Jedi ocultos (Siadem Forte, Deran Nalual, Klossi Anno, Iwo Kulka, Jambe Lu, Nam Poorf, Filli Bitters). El Imperio llega dirigido por Vader y Tarkin y se muestra algo de la política pro-humana, el sentir de la gente al Imperio, el comienzo de la esclavitud legal en el Imperio cuando muchos wookiees son capturados como esclavos para la construcción de la Estrella de la Muerte.
Tras matar a casi todos los Jedi del grupo Vader derrota a Shryne y revela su identidad. Instantes antes de morir en paz el Maestro Jedi tiene una visión acerca de Endor y la redenmción de Vader. Por su parte la padawana Olee Starstone escapa con algún compañero Jedi y el transporte contrabandista de la madre de Shryne con ella y Chewbacca a bordo, eligiendo el anonimato para seguir buscando Jedi.
El libro concluye con una escena en la que Qui-Gon Jinn le habla a Obi-Wan Kenobi en Tatooine por primera vez, justo cuando este descubre que su antiguo pupilo sigue vivo como Darth Vader. La conclusión del libro lleva directamente al comienzo de The Last of the Jedi.